# Petar Schekow
Petar Petrow Schekow (bulgarisch Петър Петров Жеков; * 10. Oktober 1944 in Knischownik, Oblast Chaskowo; † 18. Februar 2023 in Sofia) war ein bulgarischer Fußballspieler. Er nahm an der Fußball-Weltmeisterschaft 1970 teil.

## Karriere
Schekow spielte von 1968 bis 1975 bei ZSKA Sofia, für das er in der Zeit 144 mal traf. In der Saison 1968/69 erhielt er den Goldenen Schuh von der UEFA als der beste europäische Torschütze, als er für ZSKA Sofia 36 Saisontore schoss. Schekow war zwischen 1963 und 1972 Nationalspieler Bulgariens und er bestritt in der Zeit 44 Spiele, in denen er 25 Treffer erzielte.

## Erfolge
- Goldener Schuh: 1969
- Bulgarischer Meister: 1968/69, 1970/71, 1971/72, 1972/73, 1974/75
- Bulgarischer Pokalsieger: 1968/69, 1971/72, 1972/73, 1973/74
- Silbermedaillengewinner bei den Olympischen Spielen 1968